# Китэлькикэ
Китэлькикэ (устар. Кидэй-Кикя) — река в России, протекает по территории Ямало-Ненецкого автономного округа, Красноярского края[уточнить]. Устье реки находится в 5 км по левому берегу реки Сарын. Длина реки составляет 12 км.

## Данные водного реестра
По данным государственного водного реестра России относится к Нижнеобскому бассейновому округу, водохозяйственный участок реки — Таз. Речной бассейн реки — Таз.
Код объекта в государственном водном реестре — 15050000112115300065673.